# Grand Prix Hiszpanii 1993
Grand Prix Hiszpanii 1993 (oryg. Gran Premio Marlboro de España) – piąta runda Mistrzostw Świata Formuły 1 w sezonie 1993, która odbyła się 9 maja 1993, po raz trzeci na torze Circuit de Barcelona-Catalunya.
35. Grand Prix Hiszpanii, 23. zaliczane do Mistrzostw Świata Formuły 1.

## Wyniki

### Kwalifikacje
| P                       | Nr | Kierowca             | Konstruktor(-silnik)  | Opony | Czas     | Odstęp   | Strata   |
| ----------------------- | -- | -------------------- | --------------------- | ----- | -------- | -------- | -------- |
| 1                       | 2  | Alain Prost          | Williams-Renault      | G     | 1:17.809 | -        | -        |
| 2                       | 0  | Damon Hill           | Williams-Renault      | G     | 1:18.346 | 0:00.537 | 0:00.537 |
| 3                       | 8  | Ayrton Senna         | McLaren-Ford          | G     | 1:19.722 | 0:01.376 | 0:01.913 |
| 4                       | 5  | Michael Schumacher   | Benetton-Ford         | G     | 1:20.520 | 0:00.798 | 0:02.711 |
| 5                       | 6  | Riccardo Patrese     | Benetton-Ford         | G     | 1:20.600 | 0:00.080 | 0:02.791 |
| 6                       | 29 | Karl Wendlinger      | Sauber-Ilmor          | G     | 1:21.203 | 0:00.603 | 0:03.394 |
| 7                       | 7  | Michael Andretti     | McLaren-Ford          | G     | 1:21.360 | 0:00.157 | 0:03.551 |
| 8                       | 27 | Jean Alesi           | Ferrari               | G     | 1:21.767 | 0:00.407 | 0:03.958 |
| 9                       | 30 | JJ Lehto             | Sauber-Ilmor          | G     | 1:22.047 | 0:00.280 | 0:04.238 |
| 10                      | 12 | Johnny Herbert       | Lotus-Ford            | G     | 1:22.470 | 0:00.423 | 0:04.661 |
| 11                      | 28 | Gerhard Berger       | Ferrari               | G     | 1:22.655 | 0:00.185 | 0:04.846 |
| 12                      | 26 | Mark Blundell        | Ligier-Renault        | G     | 1:22.708 | 0:00.053 | 0:04.899 |
| 13                      | 19 | Philippe Alliot      | Larrousse-Lamborghini | G     | 1:22.887 | 0:00.179 | 0:05.078 |
| 14                      | 20 | Érik Comas           | Larrousse-Lamborghini | G     | 1:22.904 | 0:00.017 | 0:05.095 |
| 15                      | 11 | Alessandro Zanardi   | Lotus-Ford            | G     | 1:23.026 | 0:00.122 | 0:05.217 |
| 16                      | 9  | Derek Warwick        | Footwork-Mugen-Honda  | G     | 1:23.086 | 0:00.060 | 0:05.277 |
| 17                      | 14 | Rubens Barrichello   | Jordan-Hart           | G     | 1:23.232 | 0:00.146 | 0:05.423 |
| 18                      | 25 | Martin Brundle       | Ligier-Renault        | G     | 1:23.357 | 0:00.125 | 0:05.548 |
| 19                      | 10 | Aguri Suzuki         | Footwork-Mugen-Honda  | G     | 1:23.432 | 0:00.075 | 0:05.623 |
| 20                      | 23 | Christian Fittipaldi | Minardi-Ford          | G     | 1:23.449 | 0:00.017 | 0:05.640 |
| 21                      | 15 | Thierry Boutsen      | Jordan-Hart           | G     | 1:23.464 | 0:00.015 | 0:05.655 |
| 22                      | 22 | Luca Badoer          | Lola-Ferrari          | G     | 1:24.268 | 0:00.804 | 0:06.459 |
| 23                      | 3  | Ukyō Katayama        | Tyrrell-Yamaha        | G     | 1:24.291 | 0:00.023 | 0:06.482 |
| 24                      | 4  | Andrea de Cesaris    | Tyrrell-Yamaha        | G     | 1:24.358 | 0:00.067 | 0:06.549 |
| 25                      | 24 | Fabrizio Barbazza    | Minardi-Ford          | G     | 1:24.399 | 0:00.041 | 0:06.590 |
| Nie zakwalifikowali się |    |                      |                       |       |          |          |          |
|                         | 21 | Michele Alboreto     | Lola-Ferrari          | G     | 1:25.396 | 0:00.997 | 0:07.587 |
| P                       | Nr | Kierowca             | Konstruktor(-silnik)  | Opony | Czas     | Odstęp   | Strata   |

### Wyścig
| Pos | No | Kierowca             | Konstruktor           | Okrążeń | Czas/powód NU    | Poz. Start. | Punktów |
| --- | -- | -------------------- | --------------------- | ------- | ---------------- | ----------- | ------- |
| 1   | 2  | Alain Prost          | Williams-Renault      | 65      | 1:32:27.685      | 1           | 10      |
| 2   | 8  | Ayrton Senna         | McLaren-Ford          | 65      | +16.873          | 3           | 6       |
| 3   | 5  | Michael Schumacher   | Benetton-Ford         | 65      | +27.125          | 4           | 4       |
| 4   | 6  | Riccardo Patrese     | Benetton-Ford         | 64      | +1 okrążenie     | 5           | 3       |
| 5   | 7  | Michael Andretti     | McLaren-Ford          | 64      | +1 okrążenie     | 7           | 2       |
| 6   | 28 | Gerhard Berger       | Ferrari               | 63      | +2 Okrążeń       | 11          | 1       |
| 7   | 26 | Mark Blundell        | Ligier-Renault        | 63      | +2 Okrążeń       | 12          |         |
| 8   | 23 | Christian Fittipaldi | Minardi-Ford          | 63      | +2 Okrążeń       | 20          |         |
| 9   | 20 | Érik Comas           | Larrousse-Lamborghini | 63      | +2 Okrążeń       | 14          |         |
| 10  | 10 | Aguri Suzuki         | Footwork-Mugen-Honda  | 63      | +2 Okrążeń       | 19          |         |
| 11  | 15 | Thierry Boutsen      | Jordan-Hart           | 62      | +3 Okrążeń       | 21          |         |
| 12  | 14 | Rubens Barrichello   | Jordan-Hart           | 62      | +3 Okrążeń       | 17          |         |
| 13  | 9  | Derek Warwick        | Footwork-Mugen-Honda  | 62      | +3 Okrążeń       | 16          |         |
| 14  | 11 | Alessandro Zanardi   | Lotus-Ford            | 60      | Silnik           | 15          |         |
| NU  | 30 | Jyrki Järvilehto     | Sauber                | 53      | Silnik           | 9           |         |
| NU  | 22 | Luca Badoer          | Lola-Ferrari          | 43      | Przegrzanie      | 22          |         |
| NU  | 29 | Karl Wendlinger      | Sauber                | 42      | Probl. z paliwem | 6           |         |
| NU  | 4  | Andrea de Cesaris    | Tyrrell-Yamaha        | 42      | Dyskwalifikacja  | 24          |         |
| NU  | 0  | Damon Hill           | Williams-Renault      | 41      | Silnik           | 2           |         |
| NU  | 27 | Jean Alesi           | Ferrari               | 40      | Silnik           | 8           |         |
| NU  | 24 | Fabrizio Barbazza    | Minardi-Ford          | 37      | Wypadł z toru    | 25          |         |
| NU  | 19 | Philippe Alliot      | Larrousse-Lamborghini | 26      | Przen. napędu    | 13          |         |
| NU  | 25 | Martin Brundle       | Ligier-Renault        | 11      | Wypadł z toru    | 18          |         |
| NU  | 3  | Ukyō Katayama        | Tyrrell-Yamaha        | 11      | Wypadł z toru    | 23          |         |
| NU  | 12 | Johnny Herbert       | Lotus-Ford            | 2       | Zawieszenie      | 10          |         |
| NZ  | 21 | Michele Alboreto     | Lola-Ferrari          |         |                  |             |         |